# AFC Challenge Cup 2006
AFC Challenge Cup 2006 là một giải bóng đá giữa các quốc gia yếu của châu Á lần đầu tiên do Liên đoàn bóng đá châu Á (AFC) tổ chức, diễn ra ở Bangladesh từ ngày 1 đến ngày 16 tháng 4 năm 2006. Đây là giải đấu duy nhất không có vòng loại. Tajikistan giành chức vô địch đầu tiên của giải. Đội đoạt giải phong cách là Sri Lanka và cầu thủ người Tajikistan Ibrahim Rabimov giành giải cầu thủ xuất sắc nhất.

## Thể thức thi đấu
18 đội bóng có thứ hạng thấp nhất theo bảng xếp hạng của Liên đoàn bóng đá châu Á có quyền đăng ký tham gia giải đấu. Lào, Mông Cổ và Đông Timor đã quyết định rút lui ngay từ đầu. Trong số 16 đội còn lại, 2 đội có thứ hạng cao nhất là Bangladesh và Ấn Độ được quyền đặc cách vào thẳng vòng chung kết. 16 đội còn lại được chia làm 4 bảng đấu tham dự giải đấu, lấy đội đứng đầu mỗi bảng vào vòng trong.
| - Afghanistan - Bhutan - Brunei - Campuchia - Đài Bắc Trung Hoa - Guam - Kyrgyzstan | - Lào (Bỏ cuộc) - Ma Cao - Mông Cổ (Bỏ cuộc) - Nepal - Pakistan - Palestine - Philippines | - Sri Lanka - Tajikistan - Đông Timor (Bỏ cuộc) Vào thẳng - Bangladesh - Ấn Độ |

## Vòng chung kết

### Vòng bảng
Giờ thi đấu tính theo giờ địa phương (UTC+6)
|  | Đội giành quyền vào vòng trong. |

#### Bảng A
| Đội               | Tr | T | H | B | BT | BB | HS | Đ |
| ----------------- | -- | - | - | - | -- | -- | -- | - |
| Ấn Độ             | 3  | 1 | 2 | 0 | 3  | 1  | +2 | 5 |
| Đài Bắc Trung Hoa | 3  | 1 | 2 | 0 | 3  | 2  | +1 | 5 |
| Philippines       | 3  | 0 | 2 | 1 | 2  | 3  | −1 | 2 |
| Afghanistan       | 3  | 0 | 2 | 1 | 3  | 5  | −2 | 2 |

| Ấn Độ          | 2–0      | Afghanistan |
| -------------- | -------- | ----------- |
| Vimal 35', 60' | Chi tiết |             |

| Đài Bắc Trung Hoa | 1–0      | Philippines |
| ----------------- | -------- | ----------- |
| Trang Vỹ Luân 20' | Chi tiết |             |

| Philippines  | 1–1      | Ấn Độ    |
| ------------ | -------- | -------- |
| Valeroso 19' | Chi tiết | Vimal 8' |

| Afghanistan     | 2–2      | Đài Bắc Trung Hoa                     |
| --------------- | -------- | ------------------------------------- |
| Qadami 20', 23' | Chi tiết | Trang Vỹ Luân 48' · Lương Kiếm Vỹ 73' |

| Ấn Độ | 0–0      | Đài Bắc Trung Hoa |
| ----- | -------- | ----------------- |
|       | Chi tiết |                   |

| Philippines  | 1–1      | Afghanistan |
| ------------ | -------- | ----------- |
| Valeroso 59' | Chi tiết | Maqsood 28' |

### Bảng B
| Đội       | Tr | T | H | B | BT | BB | HS | Đ |
| --------- | -- | - | - | - | -- | -- | -- | - |
| Sri Lanka | 3  | 2 | 1 | 0 | 3  | 1  | +2 | 7 |
| Nepal     | 3  | 1 | 1 | 1 | 4  | 3  | +1 | 4 |
| Brunei    | 3  | 1 | 1 | 1 | 2  | 2  | 0  | 4 |
| Bhutan    | 3  | 0 | 1 | 2 | 0  | 3  | −3 | 1 |

| Sri Lanka | 1–0      | Brunei |
| --------- | -------- | ------ |
| Kasun 74' | Chi tiết |        |

| Nepal            | 2–0      | Bhutan |
| ---------------- | -------- | ------ |
| Pradeep 52', 68' | Chi tiết |        |

| Bhutan | 0–1      | Sri Lanka |
| ------ | -------- | --------- |
|        | Chi tiết | Karu 45'  |

| Brunei                 | 2–1      | Nepal     |
| ---------------------- | -------- | --------- |
| Adie 11' · Riwandi 42' | Chi tiết | Tashi 60' |

| Sri Lanka    | 1–1      | Nepal               |
| ------------ | -------- | ------------------- |
| Izzadeen 19' | Chi tiết | Pradeep 75' (ph.đ.) |

| Bhutan | 0–0      | Brunei |
| ------ | -------- | ------ |
|        | Chi tiết |        |

### Bảng C
| Đội        | Tr | T | H | B | BT | BB | HS  | Đ |
| ---------- | -- | - | - | - | -- | -- | --- | - |
| Palestine  | 3  | 2 | 1 | 0 | 16 | 1  | +15 | 7 |
| Bangladesh | 3  | 2 | 1 | 0 | 6  | 2  | +4  | 7 |
| Campuchia  | 3  | 1 | 0 | 2 | 4  | 6  | −2  | 3 |
| Guam       | 3  | 0 | 0 | 3 | 0  | 17 | −17 | 0 |

| Palestine                                                                                        | 11–0     | Guam |
| ------------------------------------------------------------------------------------------------ | -------- | ---- |
| Keshkesh 6' · Attal 14', 20', 25', 32', 45+1', 86' · Atura 22' · Al Amour 39' · Al-Kord 59', 67' | Chi tiết |      |

| Bangladesh            | 2–1      | Campuchia    |
| --------------------- | -------- | ------------ |
| Alfaz 31' · Ameli 64' | Chi tiết | C. Rithy 68' |

| Campuchia | 0–4      | Palestine                                      |
| --------- | -------- | ---------------------------------------------- |
|           | Chi tiết | Keshkesh 10' · Al-Sweirki 12', 75' · Attal 30' |

| Guam | 0–3      | Bangladesh                |
| ---- | -------- | ------------------------- |
|      | Chi tiết | Ameli 49' · Abul 83', 85' |

| Palestine | 1–1      | Bangladesh |
| --------- | -------- | ---------- |
| Attal 30' | Chi tiết | Tapu 55'   |

| Campuchia                                      | 3–0      | Guam |
| ---------------------------------------------- | -------- | ---- |
| S. Buntheang 37' · Kosal 40' · K. Kumpheak 63' | Chi tiết |      |

### Bảng D
| Đội        | Tr | T | H | B | BT | BB | HS | Đ |
| ---------- | -- | - | - | - | -- | -- | -- | - |
| Tajikistan | 3  | 2 | 0 | 1 | 6  | 1  | +5 | 6 |
| Kyrgyzstan | 3  | 2 | 0 | 1 | 3  | 1  | +2 | 6 |
| Pakistan   | 3  | 1 | 1 | 1 | 3  | 4  | −1 | 4 |
| Ma Cao     | 3  | 0 | 1 | 2 | 2  | 8  | −6 | 1 |

| Tajikistan                                           | 4–0      | Ma Cao |
| ---------------------------------------------------- | -------- | ------ |
| Mahmudov 9' · Rabiev 13' · Rabimov 56' · Khojaev 77' | Chi tiết |        |

| Kyrgyzstan | 0–1      | Pakistan |
| ---------- | -------- | -------- |
|            | Chi tiết | Essa 59' |

| Pakistan | 0–2      | Tajikistan                 |
| -------- | -------- | -------------------------- |
|          | Chi tiết | Hakimov 14' · Irgashev 20' |

| Tajikistan | 0–1      | Kyrgyzstan  |
| ---------- | -------- | ----------- |
|            | Chi tiết | Krasnov 22' |

| Pakistan             | 2–2      | Ma Cao                 |
| -------------------- | -------- | ---------------------- |
| Adeel 12' · Essa 43' | Chi tiết | Chan Kin Seng 16', 52' |

| Ma Cao | 0–2      | Kyrgyzstan                    |
| ------ | -------- | ----------------------------- |
|        | Chi tiết | Ablakimov 35' · Ishenbaev 58' |

## Vòng đấu loại trực tiếp
|  | Tứ kết                 | Tứ kết             |                         |       | Bán kết | Bán kết |  |  | Chung kết | Chung kết |
|  |                        |                    |                         |       |         |         |  |  |           |           |
|  | 8 tháng 4 - Chittagong |                    |                         |       |         |         |  |  |           |           |
|  |                        |                    |                         |       |         |         |  |  |           |           |
|  | Đài Bắc Trung Hoa      | 0                  |                         |       |         |         |  |  |           |           |
|  | Đài Bắc Trung Hoa      | 0                  | 12 tháng 4 – Chittagong |       |         |         |  |  |           |           |
|  | Sri Lanka              | 3                  |                         |       |         |         |  |  |           |           |
|  | Sri Lanka              | 3                  | Sri Lanka (pens.)       | 1 (5) |         |         |  |  |           |           |
|  | 9 tháng 4 - Chittagong |                    | Sri Lanka (pens.)       | 1 (5) |         |         |  |  |           |           |
|  |                        |                    | Nepal                   | 1 (3) |         |         |  |  |           |           |
|  | Ấn Độ                  | 0                  | Nepal                   | 1 (3) |         |         |  |  |           |           |
|  | Ấn Độ                  | 0                  | 16 tháng 4 – Dhaka      |       |         |         |  |  |           |           |
|  | Nepal                  | 3                  |                         |       |         |         |  |  |           |           |
|  | Nepal                  | 3                  | Sri Lanka               | 0     |         |         |  |  |           |           |
|  | 9 tháng 4 - Dhaka      |                    | Sri Lanka               | 0     |         |         |  |  |           |           |
|  |                        | Tajikistan         | 4                       |       |         |         |  |  |           |           |
|  | Palestine              | Tajikistan         | 4                       | 0     |         |         |  |  |           |           |
|  | Palestine              | 13 tháng 4 - Dhaka |                         | 0     |         |         |  |  |           |           |
|  | Kyrgyzstan             | 1                  |                         |       |         |         |  |  |           |           |
|  | Kyrgyzstan             | 1                  | Kyrgyzstan              | 0     |         |         |  |  |           |           |
|  | 10 tháng 4 - Dhaka     |                    | Kyrgyzstan              | 0     |         |         |  |  |           |           |
|  |                        |                    | Tajikistan              | 2     |         |         |  |  |           |           |
|  | Bangladesh             | 1                  | Tajikistan              | 2     |         |         |  |  |           |           |
|  | Bangladesh             | 1                  |                         |       |         |         |  |  |           |           |
|  | Tajikistan             | 6                  |                         |       |         |         |  |  |           |           |
|  | Tajikistan             | 6                  |                         |       |         |         |  |  |           |           |
|  |                        |                    |                         |       |         |         |  |  |           |           |

### Tứ kết
| Sri Lanka                                  | 3–0      | Đài Bắc Trung Hoa |
| ------------------------------------------ | -------- | ----------------- |
| Izzadeen 44' · Sanjaya 70' · Ratnayaka 90' | Chi tiết |                   |

| Ấn Độ | 0–3      | Nepal                          |
| ----- | -------- | ------------------------------ |
|       | Chi tiết | Pradeep 16', 26' · Basanta 28' |

| Palestine | 0–1      | Kyrgyzstan       |
| --------- | -------- | ---------------- |
|           | Chi tiết | Djamshidov 90+1' |

| Tajikistan                                                                          | 6–1      | Bangladesh |
| ----------------------------------------------------------------------------------- | -------- | ---------- |
| Rabimov 2' · Mahmudov 20' · Mukhidinov 31' · Hakimov 51' · Rabiev 65' · Nematov 81' | Chi tiết | Alfaz 17'  |

### Bán kết
| Sri Lanka                                         | 1–1      | Nepal                           |
| ------------------------------------------------- | -------- | ------------------------------- |
| Kasun 65'                                         | Chi tiết | Basanta 82'                     |
| Loạt sút luân lưu                                 |          |                                 |
| Fuard · Chathura · Gunaratne · Channa · Ratnayaka | 5 – 3    | Anjan · Tashi · Nabin · Pradeep |

| Kyrgyzstan | 0–2      | Tajikistan        |
| ---------- | -------- | ----------------- |
|            | Chi tiết | Rabiev 51', 90+2' |

### Chung kết
| Sri Lanka | 0–4      | Tajikistan                             |
| --------- | -------- | -------------------------------------- |
|           | Chi tiết | Mukhidinov 1', 61', 71' · Mahmudov 45' |

| Vô địch AFC Challenge Cup 2006 Tajikistan Lần thứ nhất |

### Giải thưởng
| Đội đoạt giải phong cách | Đội đoạt giải phong cách | Đội đoạt giải phong cách | Cầu thủ xuất sắc nhất | Cầu thủ xuất sắc nhất | Cầu thủ xuất sắc nhất | Vua phá lưới    | Vua phá lưới    | Vua phá lưới    |
| ------------------------ | ------------------------ | ------------------------ | --------------------- | --------------------- | --------------------- | --------------- | --------------- | --------------- |
| Sri Lanka                | Sri Lanka                | Sri Lanka                | Fahed Attal           | Fahed Attal           | Fahed Attal           | Ibrahim Rabimov | Ibrahim Rabimov | Ibrahim Rabimov |

## Danh sách cầu thủ ghi bàn
| 8 bàn - Fahed Attal 5 bàn - Pradeep Maharjan 4 bàn - Dzhomikhon Mukhidinov - Yusuf Rabiev 3 bàn - Vimal Pariyar - Khurshed Makhmudov 2 bàn - Hafizullah Qadami - Alfaz Ahmad - Mohamed Hossain Ameli - Abul Hossain - Chuang Wei-lun - Chan Kin Seng - Basanta Thapa - Muhammad Essa - Ziyad Al-Kord - Ibrahim Al-Sweirki - Ahmed Keshkesh - Alvin Valeroso - Kasun Jayasuriya - Mohamed Izzadeen - Numonjon Hakimov - Ibrahim Rabimov | 1 bàn - Sayed Maqsood - Mahadi Tapu - Adie Arsham Salleh - Riwandi Wahit - Sok Buntheang - Keo Kosal - Chan Rithy - Kouch Sokumpheak - Liang Chien-wei - Roman Ablakimov - Ruslan Djamshidov - Azamat Ishenbaev - Andrey Krasnov - Tashi Tsering - Adeel Ahmed - Ismail Al-Amour - Francisco Atura - Sanjaya Pradeep Arachchige - Chandradasa Karunaratne - Jeewantha Dhammika Ratnayaka - Odil Irgashev - Rustam Khojaev - Shujoat Nematov |